# William H. Rehnquist

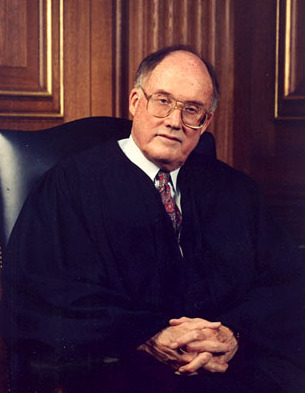
William H. Rehnquist

William Hubbs Rehnquist (* 1. Oktober 1924 in Milwaukee, Wisconsin als William Donald Rehnquist; † 3. September 2005 in Arlington, Virginia) war ein US-amerikanischer Jurist und von 1986 bis zu seinem Tod Vorsitzender Richter des Supreme Court of the United States (Chief Justice of the United States).

## Leben
William H. Rehnquist stammte von schwedischen Einwanderern ab. Er wurde als Sohn des Papierhändlers William Benjamin Rehnquist und der Übersetzerin Margery (geb. Peck) geboren und bekam den Namen William Donald. Seinen mittleren Namen änderte er während seiner Zeit an der High School in Hubbs, den Geburtsnamen seiner Großmutter. Er diente von 1943 bis 1946 in der US Army. An der Stanford University erwarb er die Titel Bachelor, Master und LL.B.; er besaß auch einen Master der Harvard University. Rehnquist war 1951 und 1952 als Praktikant beim Supreme Court tätig; von 1953 bis 1969 praktizierte er in Phoenix, Arizona als Rechtsanwalt. Daneben engagierte er sich in der Republikanischen Partei, unter anderem als Rechtsberater bei der Präsidentschaftskandidatur Barry Goldwaters 1964.
1969 ging Rehnquist nach Washington, D.C. und arbeitete dort als Stellvertreter des Attorney General (Assistant Attorney General) im Justizministerium, bis er am 7. Januar 1972 offiziell zum Richter (Associate Justice) am Supreme Court wurde. Präsident Richard Nixon hatte ihn als Nachfolger des ausgeschiedenen John Marshall Harlan vorgeschlagen und der Senat mit 68:26 Stimmen zugestimmt.
Zum 16. Vorsitzenden Richter (Chief Justice) des höchsten Bundesgerichts wurde Rehnquist nach dem Rücktritt von Warren E. Burger 1986 auf Vorschlag von Präsident Ronald Reagan ernannt; auch hier stimmte der Senat – trotz heftiger Auseinandersetzungen – schließlich mit 65:33 Stimmen zu. Antonin Scalia übernahm seinen Sitz als Associate Justice.
In seiner etwa neunzehnjährigen Amtszeit hat Rehnquist den Supreme Court und indirekt die US-amerikanische Politik geprägt. Er galt als pragmatischer Konservativer und war Verfechter einer streng am Text bleibenden Auslegung der Verfassung. In entsprechenden Fällen votierte er für die Beibehaltung bzw. Wiedereinführung der Todesstrafe, gegen Abtreibung und für mehr Rechte der Einzelstaaten (Föderalismus). In seinen frühen Jahren am Supreme Court, als dieser unter Burger sehr liberale Standpunkte einnahm, war er oft in der Minderheit. Seine abweichenden Meinungen etwa im Fall Roe v. Wade (Recht der Frau auf Schwangerschaftsabbruch) trugen ihm den Spitznamen „Lone Ranger“ (einsamer Hüter) ein. Durch seine Urteilsbegründungen stärkte er die Macht des US-Präsidenten und der Bundesstaaten, während er gleichzeitig die Befugnisse des Kongresses beschränkte.
Mit der Ernennung weiterer konservativer Richter wurden aber seine Standpunkte wieder mehrheitsfähig, obwohl das Gericht sich bemühte, frühere Entscheidungen nicht völlig umzustoßen. Spätestens nach seiner Ernennung zum Chief Justice wurde er zum Mehrheitsführer. Allgemein galt der Supreme Court unter Rehnquist als konservativer als in früheren Zusammensetzungen. Richter Rehnquist und eine knappe Mehrheit trafen so die umstrittene Entscheidung von Bush v. Gore (Bestätigung der Wahl George W. Bushs zum US-Präsidenten im Dezember 2000). Andererseits stimmte er auch mit der Mehrheit bei Dickerson v. United States (Juni 2000), durch die die bedeutsame Entscheidung Miranda v. Arizona aus dem Juni 1966 (die Pflicht der Ermittlungsbehörden betreffend, Beschuldigte auf ihre Rechte hinzuweisen) des liberalen Warren-Gericht bestätigt wurde.
1999 leitete er die Sitzungen des Senates zum Amtsenthebungsverfahren gegen Präsident Bill Clinton.
In den Jahren 2004 und 2005 konnte Rehnquist an einer Vielzahl der Sitzungen des Gerichts nicht teilnehmen, da er an Schilddrüsenkrebs litt. Er vereidigte jedoch im Januar 2005 Präsident George W. Bush für seine zweite Amtszeit. Seine Erkrankung ließ Spekulationen laut werden, ob er nicht von seinem Amt frühzeitig zurückträte, die sich nach dem Rücktrittsschreiben seiner Kollegin Sandra Day O’Connor im Juli 2005 verstärkten. Am 14. Juli stellte er öffentlich klar, dass er seinen Posten behielte, solange seine Gesundheit ihm dies erlaubte. Er starb am 3. September 2005 und war damit der erste Richter des Supreme Court seit Fred M. Vinson († 1953), der im Amt starb. Der konservative John Roberts wurde Nachfolger von Rehnquist und am 29. September als neuer Oberster Richter der Vereinigten Staaten vereidigt. Rehnquists Leichnam wurde auf dem Nationalfriedhof Arlington beigesetzt. Kurz vor seinem Tod wurde er 2005 in die American Academy of Arts and Sciences gewählt.
Rehnquist war von 1953 bis zu ihrem Tod 1991 mit Natalie Cornell verheiratet. Aus der Ehe gingen drei Kinder hervor.

## Darstellung in Filmen
- 1994: Picket Fences – Tatort Gartenzaun, Staffel 3, Episode 8: John Harkins als Rehnquist
- 1996: Larry Flynt – Die nackte Wahrheit: Jim Grimshaw als Rehnquist
- 2008: Recount: Terry Loughlin als Rehnquist
- 2015: Die Frau in Gold: Jonathan Pryce als Rehnquist
- 2017: Die Verlegerin: Tom Bair als Rehnquist, dort als stellvertretender Generalstaatsanwalt

## Werke
- Centennial Crisis: The Disputed Election of 1876. Alfred A. Knopf, New York 2004, ISBN 978-0-375-41387-2.